# Jacques-Pierre Avril
Pour les articles homonymes, voir Avril (homonymie).
Jacques-Pierre Avril, né à Saint-Côme-du-Mont le 2 décembre 1770, mort à Périers le 13 juillet 1859, est un homme politique.

## Biographie
Juge de paix à Périers, il est élu représentant du canton de Périers à l'assemblée départementale en 1833, puis député du 6e collège électoral de la Manche, le 21 juin 1834, par 160 voix sur 173 votants. Député conservateur libéral du Tiers Parti, il vote contre les tendances de la gauche, tout en restant indépendant de son groupe, et soutient le cabinet du 22 février 1836, présidé par Adolphe Thiers. Candidat à sa réélection au Parlement le 4 novembre 1837, il est battu par Frédéric Rihouet et quitte son mandat départemental.
Membre de la famille des Avril de Saint-Côme-du-Mont, sieurs des Droueries, il est le grand-père d'Eugène d'Halwin de Piennes, chambellan de l'impératrice Eugénie.

## Décoration
- Chevalier de la Légion d'honneur (14 juin 1818)

## Sources
- « Jacques-Pierre Avril », dans Adolphe Robert et Gaston Cougny, Dictionnaire des parlementaires français, Edgar Bourloton, 1889-1891 [détail de l’édition]